# Commitheca
Commitheca es un género con dos especies de plantas con flores perteneciente a la familia Rubiaceae. 
Es un sinónimo del género Pauridiantha.

## Especies
- Commitheca latestuana
- Commitheca liebrechtsiana